# Теодор Петерсен (офіцер)
Теодор Петерсен (нім. Theodor Petersen; 14 січня 1914, Фленсбург — 25 березня 1999) — німецький офіцер-підводник, оберлейтенант-цур-зее крігсмаріне. Кавалер Німецького хреста в золоті.

## Біографія
В січні 1934 року вступив на флот. З вересня 1940 року — старший штурман на підводному човні U-138. З січня 1941 по березень 1942 року — старший штурман і 3-й вахтовий офіцер на U-43. З 9 травня 1942 року — 1-й вахтовой офіцер на U-181. В березні 1943 року пройшов курс командира човна. З 31 травня 1943 по 20 лютого 1944 року — командир U-612, з 8 квітня 1944 по 9 травня 1945 року — U-874.
Петерсен протягом трьох років служив під командуванням Вольфганга Люта, коли той командував U-138 і U-43. Після війни він став основним джерелом інформації для книги Джордана Ваусе «Ас підводних човнів. Історія Вольфганга Люта».

## Звання
- Лейтенант-цур-зее (1 січня 1942)
- Оберлейтенант-цур-зее (1 січня 1943)

## Нагороди
- Медаль «За вислугу років у Вермахті» 4-го класу (4 роки)
- Залізний хрест 2-го і 1-го класу
- Нагрудний знак флоту
- Нагрудний знак підводника
- Німецький хрест в золоті (12 березня 1943)
- Фронтова планка підводника в бронзі